# ハッサン・アブドゥッラー・ヘルシー・アル・トゥルキー
ハッサン・アブドゥッラー・ヘルシー・アル・トゥルキー（ハッサン・トゥルキー、ソマリ語: Hassan Abdullah Hirsii al-Turki, アラビア語: حسن عبد الله هرسي التركي الجامعة, 英: Hassan Abdullah Hersi al-Turki）はイスラム主義組織ヒズブル・イスラムの主要メンバーの一人で、その内部組織ラスカンボニ軍の指導者であった。アル・イティハード・アル・イスラミーヤ (AIAI) の出身で、イスラム法廷会議構成員、ラスカンボニ軍指導者、ヒズブル・イスラムの一指導者を経てアル・シャバブ幹部。2015年5月に死亡。

## 経歴
ハッサン・トゥルキーは1944年にエチオピア内のオガデンで生まれた。オガデンは昔からソマリ族が多数住む地域であり、トゥルキーの出身氏族もソマリ族の大氏族ダロッドのオガデン氏族 (en) のレール・アブディッレ支族（Reer Abdille）である。トゥルキーはソマリアがオガデン地区を併合しようとしてエチオピアに攻め込むことで1977年から1988年にかけて起こったオガデン戦争にソマリア側として参加し、それが後にソマリア国内で革命運動に加わるきっかけになったと考えられている。
1990年代半ばから武装組織に関わり、武器密輸などで活躍。
2004年6月3日、アメリカ合衆国大統領命令13224 (en) により、トゥルキーはテロリストの資金凍結措置の対象となった。彼はその後にイスラム法廷会議(ICU)の軍事指導者の一人となり、ケニア北東州のドブレー地区（Dhobley district）を担当した。そして、ICUの一群を率いてジュバランド侵攻に参加した。
2006年9月23日、トゥルキーの軍はキスマヨ占領作戦の一環として、ジリブ (Jilib) を攻略した。当時のジリブはジュバ渓谷連合 (Juba Valley Alliance) （JVA）の支配下にあり、JVAとの戦闘になった。翌9月24日にはジリブはICUの支配下となり、トゥルキーは反イスラム教徒軍3名を銃殺した後、町に平和をもたらすことを約束した。トゥルキーはキスマヨで民衆に、この地方がイスラーム法によって統治されると宣言した。（詳細は英語版ジュバ渓谷連合参照。）
2006年末から2007年初頭にかけて、イスラム法廷会議がソマリア暫定連邦政府（TFG）を支援する隣国エチオピア軍に蹴散らされた際にも、トゥルキーはTFG側の捕虜になることを免れた。2007年9月には、トゥルキーがソマリア-ケニア国境付近で軍の訓練を行っていたことが報告されている。アメリカ合衆国は2008年2月、トゥルキーが訓練する軍がアルカーイダに関連しているとして、ソマリア南部の町ドブレイをジェット戦闘機で爆撃した(ドブレー空爆)。
トゥルキーはソマリア南端の町ラス・カンボニを名前に付けた、反政府組織ラスカンボニ軍の指導者をしていた。しかしラスカンボニ軍は、アウェイス一派、ジャブハトゥル・イスラミア（Jabhatul Islamiya）、ムアスカー・アノーレ (Muaskar Anole) と共に、アウェイスの指導するヒズブル・イスラムの一員として活動していたが、2009年にアル・シャバブがラスカンボニ軍などキスマヨの支配権を奪取しヒズブル・イスラム勢力を排除すると、2010年2月に突如ヒズブル・イスラムを離脱してこれの軍門に降った。ラスカンボニ軍はトゥルキーに従うものとヒズブル・イスラムに残留してアル・シャバブと戦うものとに分かれた。ヒズブル・イスラム残留組は、後にソマリア政府軍の一部となった。
2014年12月27日、ソマリア政府に投降。
2015年5月27日長期療養ののちソマリア南部の町Hargeysa Yareyで死去した。詳しい死因は不明であるが、アル・シャバブは病死と発表している。